# Wir sind Helden
Wir sind Helden (pronunciado [viːɐ̯ zɪnt ˈhɛldn̩], "somos héroes" en alemán) fue una banda de rock alternativo de Berlín, Alemania. Fundado en Hamburgo en 2001, el cuarteto está compuesto por la vocalista y líder Judith Holofernes y los músicos Pola Roy, Mark Tavassol y Jean-Michel Tourette. El estilo del grupo ha sido a menudo considerado similar al de la Neue Deutsche Welle, con algunas canciones, como "Denkmal" y "Nur ein Wort", que guardan reminiscencias con el grupo inglés New Order. El nombre de la banda está inspirado por la versión en alemán del tema de David Bowie "Heroes".

## Historia
En 2002, Wir sind Helden irrumpió en la escena musical alemana con su primera canción "Guten Tag", que alcanzó el puesto 53.º en las listas de sencillos alemanas y gozó de tiempo en antena en MTV Europe, pese a no tener la banda un contrato de grabación. El álbum de debut, Die Reklamation (2003), entró directamente en el puesto número seis de la lista alemana y llegaría a alcanzar el segundo lugar. Su popularidad aumentó cuando Judith Holofernes apareció por televisión en el show de Harald Schmidt, lo que llevó a una pequeña gira cuyas localidades se agotaron de inmediato. Su segundo álbum Von hier an blind (2005) entró en el primer puesto de los rankings alemán y austriaco, y permaneció allí veinte semanas.
A finales de 2006, la vocalista Judith Holofernes y el batería Pola Roy se apartaron temporalmente del grupo para tener un hijo. La banda volvió en 2007 con el álbum Soundso y una serie de conciertos por toda Alemania. Posteriormente anunciaron otro descanso, así como la finalización de su contrato discográfico con EMI.
Su último álbum, Bring mich nach Hause, fue publicado el 27 de agosto de 2010. El primer sencillo extraído del mismo fue "Alles", lanzado al mercado el 6 de agosto.

## Miembros
- Judith Holofernes - cantante, guitarra y letras
- Pola Roy - batería
- Mark Tavassol - bajo
- Jean-Michel Tourette - guitarra y teclados

## Obra

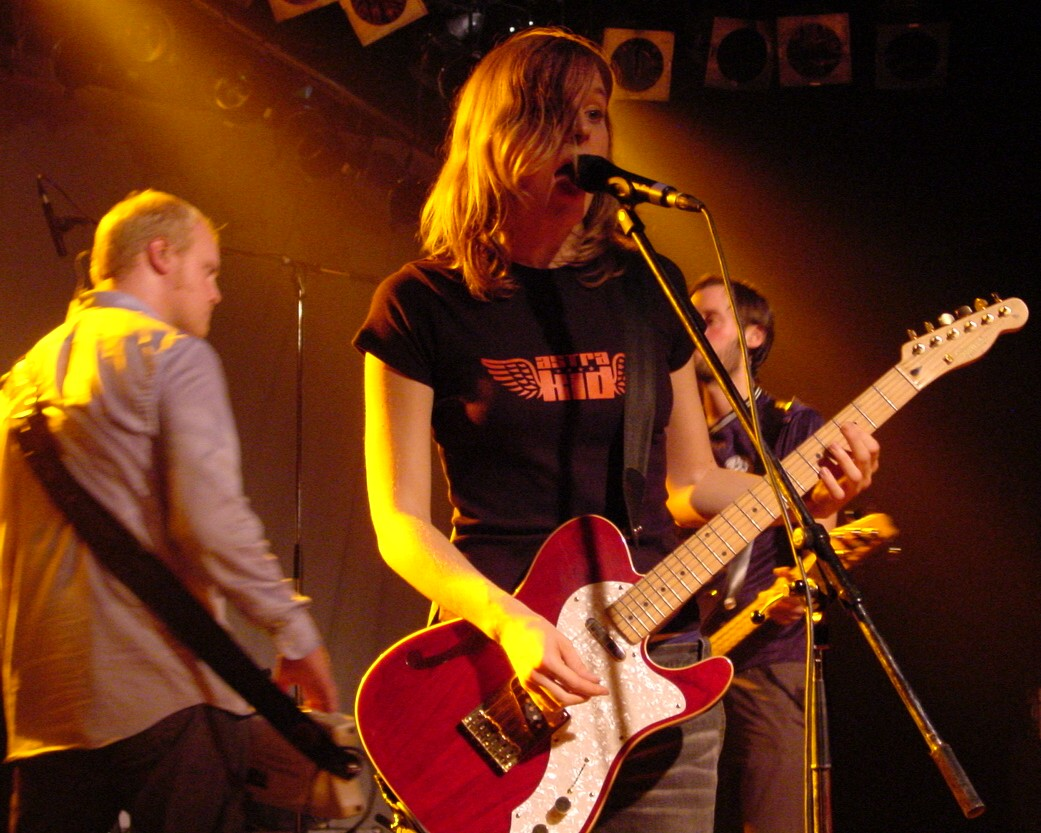
Judith Holofernes en un concierto en Mannheim.

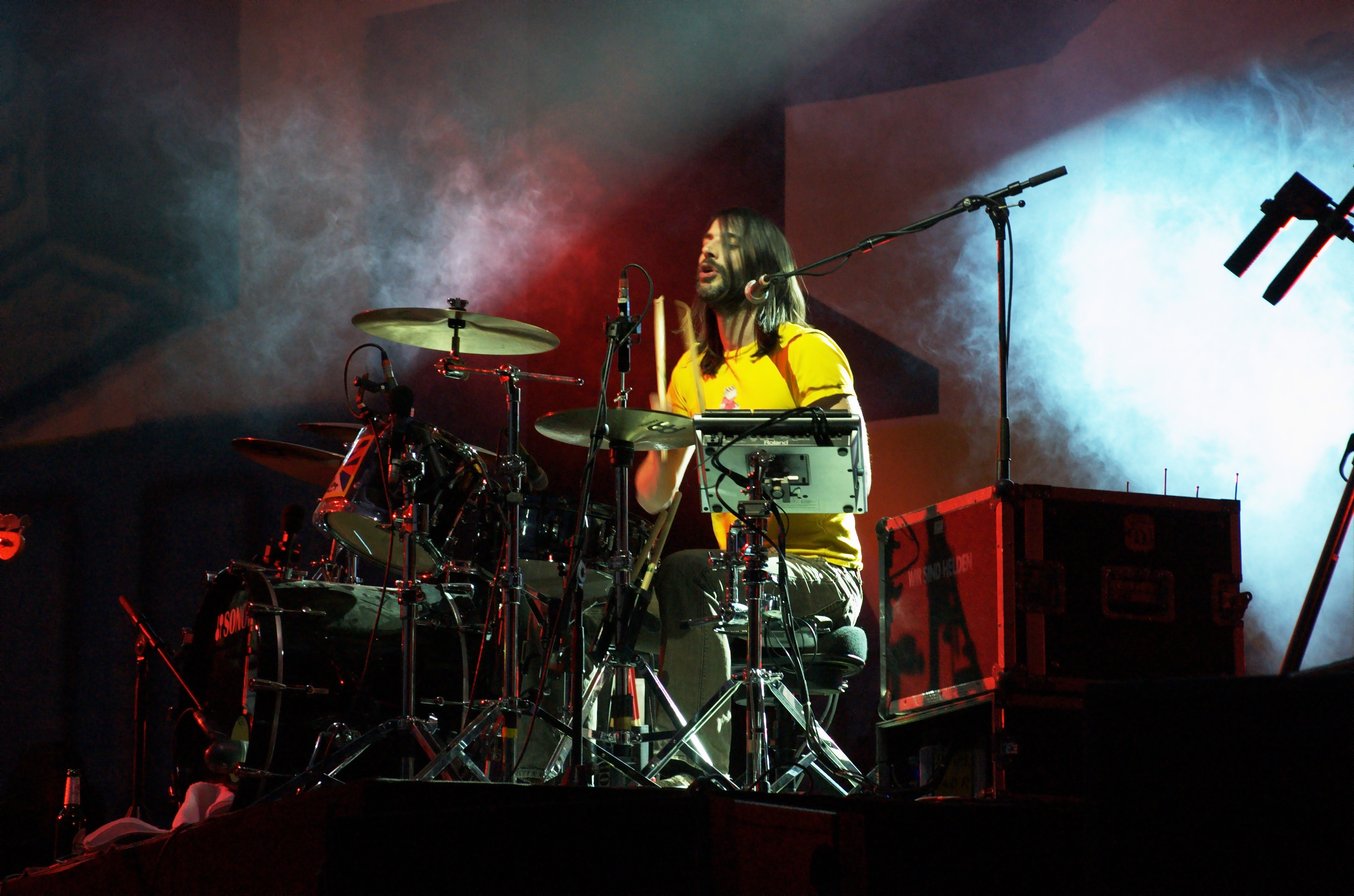
Pola Roy en un concierto en Berlín.

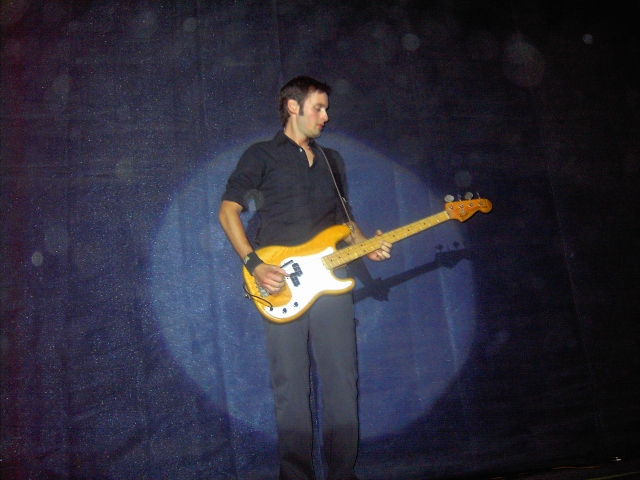
Mark Tavassol en un concierto en Bonn.

### Letras
Las letras de Holofernes contienen críticas al consumismo ("Guten Tag", 'Buenos días'), al esfuerzo improductivo ("Müssen nur wollen", 'Sólo debemos querer'), a las reglas estrictas ("Ist das so?", '¿Es así?') o a la industria discográfica ("Zuhälter", 'Proxeneta'). En "Zieh dir was an" ('Ponte algo') se critica a la generación de cantantes que tienen éxito más por su atractivo físico que por su talento musical. El amor también inspira muchas de las letras de Holofernes, bien desde una óptica humorística ("Aurélie"), bien desde un enfoque más serio ("Außer dir", 'Fuera de ti'). En "Heldenzeit" ('Tiempo de héroes') responde a la frecuente pregunta de por qué el grupo se llama así, y en "Wütend genug" ('Suficientemente enfadado') replica a las acusaciones de que Wir sind Helden son un grupo con una imagen demasiado amable y formal. Con el sencillo "Gekommen um zu bleiben" ('Venidos para quedarnos'), se burlan de las conjeturas según las cuales la banda sería “flor de un día”, su primer disco sería también el último y no serían capaces de satisfacer las altas expectativas de público y crítica creadas en el primer álbum.

### Estilo musical
Su álbum de debut, Die Reklamation, fue considerado festivo y divertido, con influencias del techno pop. Algunas canciones provienen de la época de cantante en solitario de Judith Holofernes. El segundo álbum, Von hier an blind, está cargado de arreglos de guitarra. En la producción, los cuatro se han involucrado a partes iguales, cosa que no sucedió en el caso de Die Reklamation.

### Relevancia
Se los considera pioneros de un movimiento eclosionado en 2004, al que pertenecen otros jóvenes grupos alemanes como Silbermond y Juli. Especialmente estos últimos, han sido acusados de copiarles por hacer un uso similar del lenguaje metafórico. A menudo se cataloga a todos estos grupos en un estilo llamado Neue Neue Deutsche Welle (nueva Neue Deutsche Welle).
La banda de rock Astra Kid y el cantante Oliver Schulz ganaron en popularidad tras actuar como teloneros de Wir sind Helden.

## Discografía

### Álbumes
- Die Reklamation (2003)
- Von hier an blind (2005)
- Soundso (2007)
- Bring mich nach Hause (2010)

### Singles
- 2003 - "Guten Tag"
- 2003 - "Müssen nur Wollen"
- 2003 - "Aurélie"
- 2004 - "Denkmal"
- 2005 - "Gekommen um zu bleiben"
- 2005 - "Nur ein Wort"
- 2005 - "Von hier an blind"
- 2006 - "Wenn es passiert"
- 2007 - "Grund zur Panik"
- 2007 - "Soundso"
- 2007 - "Kaputt"
- 2008 - "Die Konkurrenz"
- 2010 - "Alles"

### Otros
- "Guten Tag" (2002) (5-Track EP 3000 copias)
- "Die Rote Reklamation" (Die Reklamation + Fan DVD) (2004)

## Premios
- Premio ECHO 2004 en las categorías:
  - Marketing, por el EMI label
  - Mejor nuevo talento nacional en la radio.
  - Mejor grupo nuevo nacional.
  - Mejor vídeo de un nuevo grupo musical de Alemania.

## Curiosidades
- Judith Holofernes y Pola Roy están casados. En diciembre de 2006 tuvieron un hijo llamado Friedrich y en agosto de 2009 una niña, Mimi Lucille

- La canción que les dio la popularidad, "Guten Tag", fue también incluida en la banda sonora del videojuego FIFA Football 2004, de EA Sports. Años más tarde, también aparecerían en la edición de 2008 con "Endlich ein Grund zur Panik".

- El tema "Aurélie" fue escrito por Holofernes para su amiga francesa Aurélie Audemar, en un principio irritada por las diferencias culturales entre Francia y Alemania, especialmente desde el punto de vista de las relaciones de pareja en Berlín. El grupo canta además una versión de la canción en francés traducida por la propia Aurélie; por ejemplo, en el estribillo se reemplaza la línea "Aurélie, so klappt das nie" ('Aurelie, eso jamás funciona') por "Aurélie, c'est pas Paris" ('Aurelie, esto no es París').

- En el verano de 2006 la canción "Wenn es passiert" ('Cuando (eso) pase') se convirtió por casualidad en un éxito en los Países Bajos, al sonar durante las transmisiones televisivas del Mundial de Fútbol.

- En el marco del proyecto iTunes Foreign Exchange, Wir sind Helden grabaron en alemán el tema "When Your Heart Stops Beating" del grupo estadounidense +44, mientras que estos hicieron lo mismo con "Guten Tag".[1]